# コーベル・レオー
コーベル・レオー（Kóber Leó、1876年9月24日 - 1931年9月17日）はハンガリー人の両親を持つ画家、イラストレーターである。パリやニューヨークでも挿絵画家として活動した。

## 略歴
現在のチェコのブルノにハンガリー人両親のもとに生まれ、子供時代にハンガリーに移った。1893年から1896年までウィーン美術アカデミーで絵を学んだ後、ミュンヘンに移り、ミュンヘン美術院で歴史画家のハックル（Gabriel von Hackl）に学んだ。ミュンヘンには1899年まで滞在し、ミュンヘンで私立学校を開いていたハンガリー人画家、ホローシ・シモンの学校でも学んだ。ホローシの学生とハンガリーのナジバーニャ(Nagybánya:現バヤ・マレ)で活動し、展覧会に作品を出展し、1899年にはハンガリー全国展(Nemzeti Szalon)に作品を出展した。
1900年までにはパリに住むようになり商業美術の分野で働き、「ル・リール」や「ラシエット・オ・ブール」といった風刺雑誌に挿絵を描くようになった。1906年からはウィーンやブダペストで活動し、ウィーンの雑誌「Die Muskete」やハンガリーの風刺雑誌に挿絵を描いた。1907年にブダペストの画廊で個展を開き、ポスターやパリの風景、余暇を過ごす人々を描いた作品を展示した。1911年にも展覧会を開き、1916年には戦争に関する作品を展示し、その後、戦争による孤児の支援などのための活動をした。
1921年にアメリカ合衆国に移り、「ニューヨーク・ワールド」や「ニューヨーク・タイムズ」の挿絵画家として働き、良い収入を得たが、芸術的な仕事から遠ざかったことに不満を抱いていた。書籍の挿絵も描いた。ニューヨークで亡くなった。

## 作品

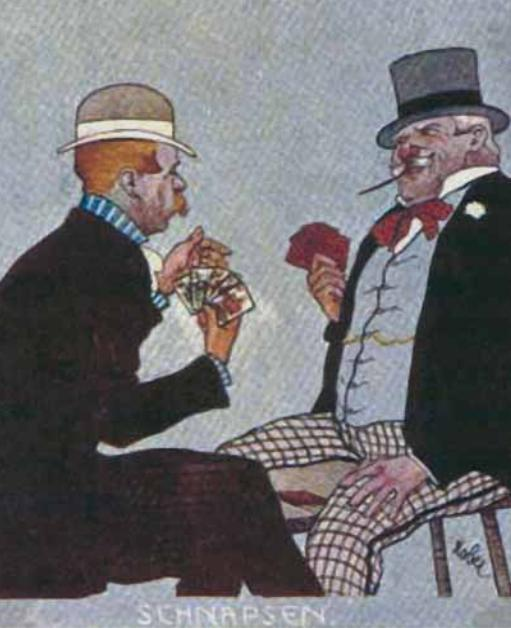
シュナプセン
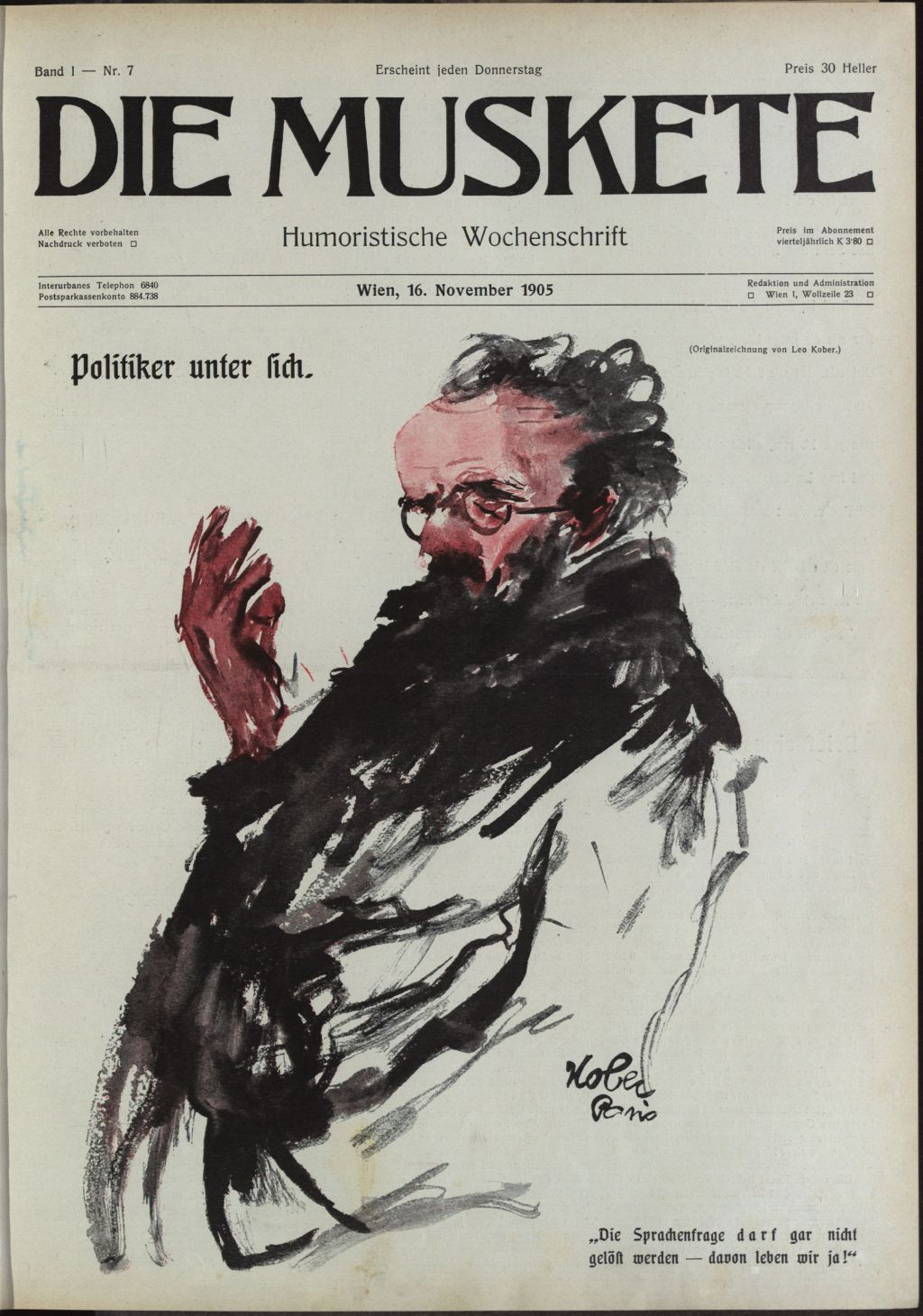
雑誌、表紙絵
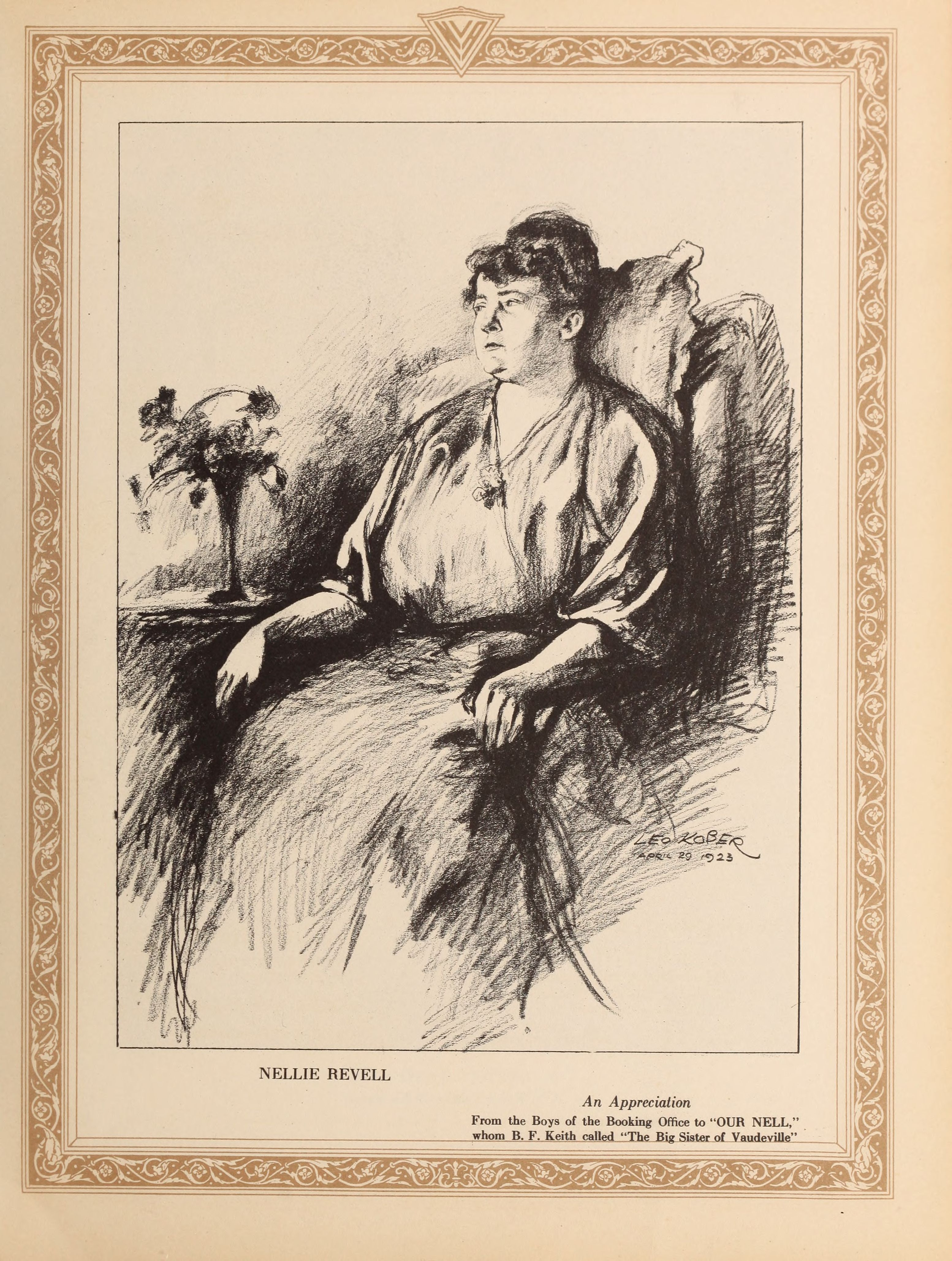
ネリー・レベル-作家
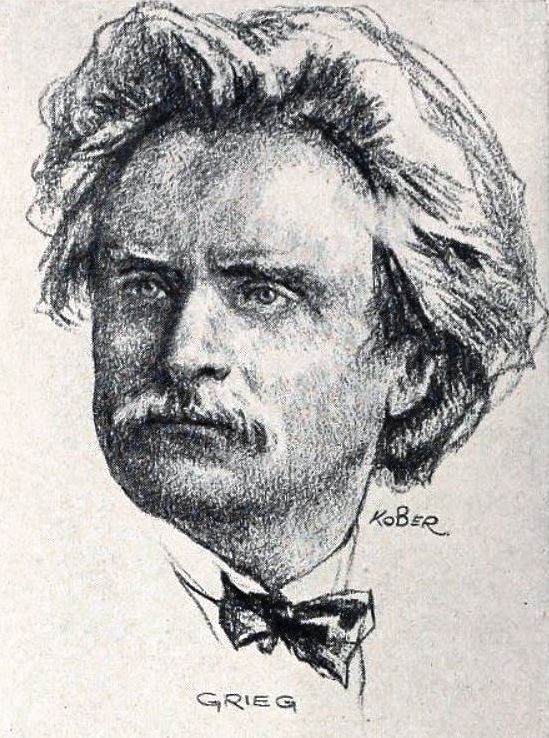
エドヴァルド・グリーグ - 作曲家
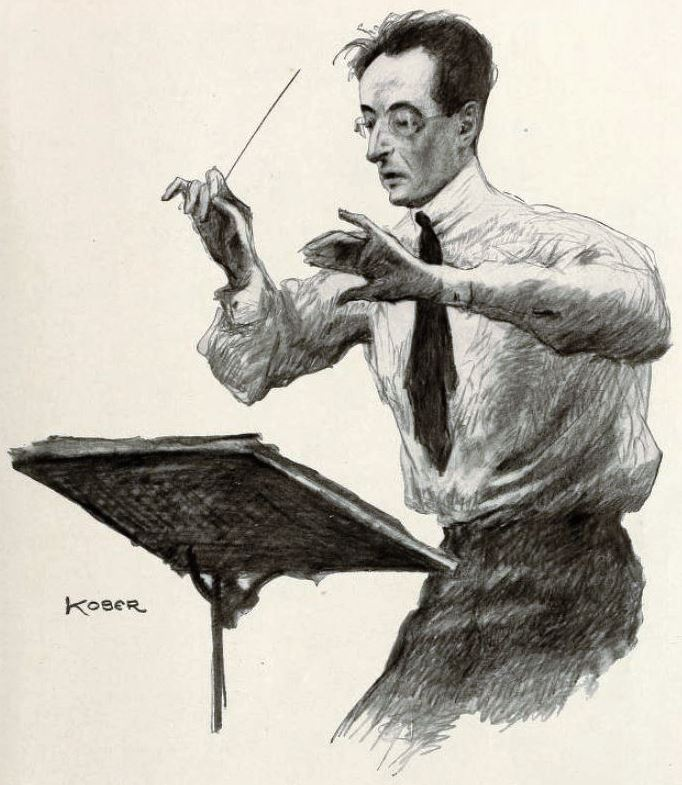
アルトゥル・ボダンツキー- 指揮者